# Исчезнувшие населённые пункты Приморского края
Исчезнувшие населённые пункты Приморского края — перечень прекративших существование населённых пунктов на территории современного Приморского края
В силу разных причин они были покинуты жителями, или включены в состав других населённых пунктов.
2004 год
1 декабря:
Включены в состав города Находки: посёлки городского типа Врангель и Ливадия, села Козьмино и маяка Поворотный.
11 октября:
Артёмовский, Заводской и Угловое
2001 год
14 ноября:
по Красноармейскому району: сельский населённый пункт Кедровка;
по Лазовскому району: сельский населённый пункт Ягодное;
по Михайловскому району: сельский населённый пункт Железнодорожные казармы;
по Октябрьскому району: сельский населённый пункт Поспеловка;
по Партизанскому району: сельские населённые пункты 145-й км; Церковный;
по Тернейскому району: сельские населённые пункты Веселый, Великая Кема; Кузнецово; Теплый Ключ; Унты;
по Фрунзенскому району г. Владивостока: населённый пункт Рыбобаза Песчаный.